# Воллесен, Симон
Симон Воллесен (дат. Simon Vollesen; род. 26 января 1998, Биркерёд, Фредериксборг) — датский футболист, полузащитник. В 2018 году сыграл 1 матч за сборную Дании по футболу.

## Биография

### Клубная карьера
Воспитанник клуба «Сколль» (Копенгаген), откуда в 2016 году перешёл в молодёжную команду «Люнгбю». Дебютировал в составе «Люнгбю» 25 октября 2016 года в матче Кубка Дании против «Келлеруп». В чемпионате Дании дебютировал в марте 2018 года и провёл в высшей лиге семь матчей, однако по итогам сезона покинул клуб. Летом того же года перешёл в клуб четвёртого дивизиона «Сколль» (Биркерёд).

### Карьера в сборной
В 2018 году между датским футбольным союзом и ассоциацией датских футболистов произошёл конфликт. Стороны не смогли подписать партнёрское соглашение (действие предыдущего закончилось ещё 1 августа), из-за разногласий по использованию имиджевых прав игроков сборной. В итоге футболисты объявили бойкот федерации и отказались выходить на товарищеский матч против сборной Словакии, их поддержали и другие профессиональные футболисты, которые также отказались от вызова в сборную. 4 сентября на сайте датского футбольного союза был опубликован новый состав из 24 футболистов, куда вошёл и Симон Воллесен. На следующий день Воллесен появился в стартовом составе на игру со Словакией и был заменён на 77-й минуте. Матч закончился со счётом 0:3 в пользу Словакии.

## Статистика

### Матчи Воллесена за сборную Дании
| Матчи Воллесена за сборную Дании | Матчи Воллесена за сборную Дании | Матчи Воллесена за сборную Дании | Матчи Воллесена за сборную Дании | Матчи Воллесена за сборную Дании | Матчи Воллесена за сборную Дании |
| -------------------------------- | -------------------------------- | -------------------------------- | -------------------------------- | -------------------------------- | -------------------------------- |
| №                                | Дата                             | Соперник                         | Счёт                             | Голы Воллесена                   | Соревнование                     |
| 1                                | 5 сентября 2018                  | Словакия                         | 0:3                              | —                                | Товарищеский матч                |

Итого: 1 матч / 0 голов; 0 побед, 0 ничьих, 1 поражение.